# 마셜 매클루언
허버트 마셜 매클루언(영어: Herbert Marshall McLuhan, 1911년 7월 21일 ~ 1980년 12월 31일)은 캐나다의 미디어 이론가이자 문화비평가이다.

## 개요
매클루언은 1911년 캐나다에서 출생하여 1980년 그의 생애를 마감할 때까지 영문학자, 사회사상가, 문예비평가, 커뮤니케이션 이론가로서 정치, 경제, 사회, 문화 등 각 부분에서 맥루한 열풍을 일으키며 활약하였다. 1936년에 영국 캠브리지 대학을 졸업하고, 캐나다로 돌아와 토론토 대학의 교수를 역임했으며 저술활동도 활발히 했다. 매체와 매체의 의미에 관하여 기존과는 다른 해석을 하며 미디어 비평계의 초석을 다룬 사람이다.
1964년 《미디어의 이해》라는 저서를 통해 '미디어는 메시지다', '미디어는 인간의 확장’이라는 견해를 밝혀 현대 미디어 이론에서 사용하는 ‘미디어’라는 단어와 가장 근접한 개념을 제시하였으며, 1967년에는 미디어가 인간의 촉각을 자극할 것이라는 견해를 담은 《미디어는 메세지다》를 출간하였다.
특히 "미디어는 메시지다(the media is the message)", "지구촌(global village)"이라는 유명한 표현은 그가 만들어낸 것이다.
미디어의 발전과 인간 존재의 관계를 연구하여 근대의 인쇄 혁명과 TV로 대표되는 전자미디어가 서구문명에 끼칠 영향을 예견하여 오늘날 미국을 비롯한 서구에서 그에 대한 새로운 평가작업이 활발히 진행되고 있다.
그의 업적은 특히 시카고 학파(Chicago school of sociology)에 오늘날까지 영향을 많이 주었다.

## 같이 보기
- 신경가소성